# Sophie Schmidt
Sophie Diana Schmidt (Winnipeg, Manitoba, 28 de juny de 1988), és una futbolista canadenca. Juga com a migcampista en el Sky Blue FC, de la National Women's Soccer League, i en la selecció del Canadà, amb la qual va guanyar una medalla de bronze en els Jocs Olímpics de Londres 2012.
D'ascendència alemanya, Schmidt va viure sis anys al Paraguai, tornant al Canadà quan tenia vuit anys. Els seus pares van ser nascuts i criats al Paraguai, dins d'una colònia menonita. Ella parla fluidament alemany i anglès.

## Clubs
| Club                | País         | Any         |
| ------------------- | ------------ | ----------- |
| Vancouver Whitecaps | Canadà       | 2005 - 2010 |
| MagicJack           | Estats Units | 2011        |
| Kristianstads DFF   | Suècia       | 2012        |
| Sky Blue FC         | Estats Units | 2013 -      |